# Mne dvadtsat let
Mne dvadtsat let (russisk: Мне двадцать лет, da.: Jeg er tyve år) er en sovjetisk spillefilm fra 1965 instrueret af Marlen Khutsiev.

## Medvirkende
- Valentin Popov som Sergej Zjuravljov
- Nikolaj Gubenko som Nikolaj Fokin
- Stanislav Ljubsjin som Slava Kostikov
- Marianna Vertinskaja som Anja
- Zinaida Zinovjeva som Olga Mikhajlovna Zjuravljova
- Vitalij Solomin